# Paco Bienzobas
Francisco Bienzobas Ocáriz (San Sebastián, 26 de marzo de 1909-San Sebastián, 30 de abril de 1981) fue un futbolista español entre las décadas de los años 1920 y 1940, en las que jugó en la Real Sociedad de Fútbol y en el C. A. Osasuna. Jugaba en el puesto de extremo, desenvolviéndose bien tanto por el lado derecho como por el izquierdo. A pesar de no ser delantero centro veía puerta con facilidad y era un excelente lanzador de penaltis, especialidad en la que solo falló uno a lo largo de toda su carrera. Anotó un total de 107 goles con los donostiarras, siendo el sexto máximo goleador histórico del club, y al menos 71 como osasunista, siendo el quinto máximo goleador histórico del club.
Pasó a la historia como el máximo goleador al marcar 17 goles en Liga en el primer año que se disputó esa competición en España. Conocido como Paco Bienzobas, por nombre y apellido, para distinguirlo de sus hermanos Custodio (Quico) y Anastasio (Cuqui), futbolistas como él y con los que coincidió en Guipúzcoa y Pamplona. Tras su retirada como futbolista pasó a ser árbitro llegando a ser uno de los más reconocidos de España. Murió el 30 de abril de 1981, un día después de habérsele comunicado la consecución de la primera liga por la Real Sociedad.

## Trayectoria
Paco Bienzobas nació en San Sebastián el 26 de marzo de 1909, de padres navarros. Sus primeros pasos los dio como futbolista en la Unión Deportiva de San Sebastián, un club actualmente ya desaparecido de su ciudad natal, donde jugó desde los 12 hasta los 17 años. Su juego llamó la atención de los responsables de la Real Sociedad de Foot-Ball de San Sebastián que lo reclutaron para su equipo.
La temporada de su debut en el conjunto txuri-urdin fue la 1926-27. En ella, el equipo donostiarra consiguió el Campeonato Regional de Guipúzcoa por delante de su gran rival de la época, el Real Unión de Irún. Volvió a obtener este campeonato con la Real en la temporada 1928-29 y en la 1932-33 (cuando el club tenía la denominación de Donostia Football Club).
En 1928, el club realizó una gran campaña en la Copa de España donde alcanzó la final. En una épica final sin precedentes, el F. C. Barcelona doblegó a los donostiarras en un tercer partido de desempate, tras quedar los dos primeros envites resueltos con tablas. Como la selección española debía acudir a los Juegos Olímpicos de Ámsterdam 1928, el tercer partido de la final se aplazó hasta después de las Olimpiadas, siendo el equipo donostiarra derrotado por 3-1.
En 1929 formó parte del histórico primer equipo titular de la Real Sociedad de Foot-Ball en la Liga española de fútbol.
Otro de los grandes hitos de la carrera de Bienzobas fue el de ser el máximo goleador, logrado en esa primera liga al ser el máximo realizador tras marcar 14 goles y terminar su equipo cuarto en la tabla. Paco Bienzobas estuvo cuatro temporadas consecutivas con la Real Sociedad en la máxima categoría, jugando 65 partidos de Liga y marcando 38 goles.
En 1932 recaló en el C. A. Osasuna que en aquel momento jugaba en la Segunda División, y junto a él llegó su hermano Cuqui, y una campaña después se les unió Quico. Con este equipo, Bienzobas lograría el ascenso en 1935 a la Primera División. Al final de esa temporada, de nuevo en la élite española en los que jugó 22 partidos y marcó 10 goles, estalló la guerra civil y cesaron las actividades deportivas en el país.
El golpe de Estado que dio inicio a la guerra en julio de 1936, obligó a huir de Navarra a Emilio Urdíroz, entrenador del C. A. Osasuna en aquel momento. Paco Bienzobas, como uno de los jugadores más veteranos del equipo, se hizo cargo de las tareas de entrenador y fue jugador-entrenador del club durante una temporada (1936-37). Sin embargo, dado que el país se encontraba inmerso en la contienda, los pamploneses se limitaron a jugar partidos amistosos durante esa temporada. La contienda bélica detuvo durante un par de años la carrera futbolística de Bienzobas.
A su finalización se reanudaron las competiciones y el jugador recaló nuevamente en la Real Sociedad, durante una temporada, antes de volver al club pamplonica, también durante una temporada. Con los navarros en todas las competiciones aumentó sus registros hasta más de 140 encuentros y más de 66 goles anotados. En su última temporada, varios testimonios narran que el club ganó el Campeonato Mancomunado Guipúzcoa-Navarra-Aragón, al agregarse a su participación el Zaragoza F. C., y ser el mejor equipo clasificado sin contabilizar al equipo zaragocista, quien fue realmente el vencedor del mismo. En la temporada 1940-41 regresó nuevamente a la Real Sociedad, entonces en Segunda División para devolverles a la máxima categoría, hecho consumado al final de la temporada. Tras un nuevo curso sin apenas participación —apenas disputó nueve partidos—, se retiró. Su bagaje global como futbolista fue de más de 327 partidos y más de 171 goles, siendo 188 encuentros y 107 goles con el conjunto donostiarra.

## Selección nacional
Paco Bienzobas fue internacional con la Selección de fútbol de España en dos ocasiones marcando un tanto.
Un joven Bienzobas que contaba con 19 años de edad participó en los Juegos Olímpicos de Ámsterdam 1928, donde jugó un partido. (Italia 7-España 1). Ese partido supuso la eliminación de España. Su segunda y última participación con la selección española fue al año siguiente contra Francia en un amistoso en el que el combinado español ganó por 8-1, marcando Bienzobas uno de los goles.

## Carrera arbitral
Paco Bienzobas comenzó su carrera arbitral en 1942. Debutó en Primera División como árbitro en 1948. Fue considerado como uno de los mejores árbitros del país.[cita requerida] Arbitró 48 partidos a lo largo de su carrera arbitral en Primera División.

## Fallecimiento
Francisco Bienzobas Ocáriz falleció el día 30 de abril de 1981 en San Sebastián, un día después de que le comunicaran que su Real Sociedad de Fútbol se había proclamado campeón de liga.

## Estadísticas

### Clubes
Datos actualizados a fin de carrera deportiva.
Iniciado en la Unión Deportiva de San Sebastián en 1921, allí jugó hasta 1926, fecha en la que ingresó en la Real Sociedad. Con los txuri-urdines permaneció junto a sus hermanos hasta que fueron traspasados los tres al C. A. Osasuna en 1932, y donde permanecieron hasta la temporada 1935-36, previo al estallido de la guerra civil española. En dicho período disputó algún partido con combinados regionales. Tras el conflicto bélico intercaló nuevamente dichos dos clubes hasta su retirada en 1942.
Datos incompletos en el campeonato mancomunado de 1933 con el Club Atlético Osasuna.
| Real Sociedad | 1926-27             | 1.ª C.              | Inexistente | Inexistente | -  | -  | 1           | -           | 1    | 0    | 0    |
| Real Sociedad | 1927-28             | 1.ª C.              | Inexistente | Inexistente | 17 | 7  | 11          | 2           | 28   | 9    | 0.32 |
| Real Sociedad | 1928-29             | 1.ª                 | 18          | 15          | 4  | 2  | 7           | 10          | 29   | 27   | 0.93 |
| Real Sociedad | 1929-30             | 1.ª                 | 11          | 4           | 4  | 2  | -           | -           | 15   | 6    | 0.40 |
| Real Sociedad | 1930-31             | 1.ª                 | 18          | 11          | 2  | 4  | 10          | 7           | 30   | 22   | 0.73 |
| Donostia F. C. | 1931-32             | 1.ª                 | 18          | 9           | 6  | 3  | 10          | 7           | 34   | 19   | 0.56 |
| C. A. Osasuna | 1932-33             | 2.ª                 | 16          | 11          | 4  | 2  | 10          | 6           | 30   | 19   | 0.63 |
| C. A. Osasuna | 1933-34             | 2.ª                 | 13          | 5           | 4  | -  | 7+          | 3+          | 24+  | 8+   | 0.33 |
| C. A. Osasuna | 1934-35             | 2.ª                 | 12          | 7           | 13 | 5  | 11          | 5           | 36   | 17   | 0.47 |
| C. A. Osasuna | 1935-36             | 1.ª                 | 22          | 10          | 8  | 7  | 7           | 4           | 37   | 21   | 0.57 |
| Donostia F. C. | 1938-39             | 2.ª                 | Suspendida  | Suspendida  | 2  | -  | 9           | 11          | 11   | 11   | 1.00 |
| C. A. Osasuna | 1939-40             | 2.ª                 | 12          | 3           | 6  | -  | 10          | 3           | 28   | 6    | 0.21 |
| Real Sociedad | 1940-41             | 2.ª                 | 21          | 13          | 10 | -  | Inexistente | Inexistente | 31   | 13   | 0.42 |
| Real Sociedad | 1941-42             | 1.ª                 | 5           | -           | 4  | -  | Inexistente | Inexistente | 9    | 0    | 0    |
| Total C. A. Osasuna | Total C. A. Osasuna | Total C. A. Osasuna | 75          | 36          | 35 | 14 | 45+         | 21+         | 155+ | 71+  | 0.46 |
| Total Real Sociedad | Total Real Sociedad | Total Real Sociedad | 91          | 51          | 48 | 17 | 48          | 37          | 188  | 107  | 0.57 |
| Total carrera | Total carrera       | Total carrera       | 166         | 87          | 73 | 31 | 93+         | 58+         | 343+ | 178+ | 0.52 |
| (1) No existía el Campeonato de Liga (1925-28). Club de 1.ª categoría por la Federación Guipuzcoana. Resaltados los goles que le proclamaron máximo goleador del campeonato. (2) Incluye datos de la Copa de España (1927-42). Promoción de ascenso (1934-35 y 1940-41) / permanencia (1939-40). (3) Incluye datos del Campeonato Regional de Guipúzcoa, (1925-40); Copa Vasca (1934-36) (4) No incluye goles en partidos amistosos. No se incluye el Torneo de Campeones al no estar reconocido como oficial y quedar incompleto (1927-28). |                     |                     |             |             |    |    |             |             |      |      |      |

## Palmarés
| Título                           | Club          | País   | Año  |
| -------------------------------- | ------------- | ------ | ---- |
| Camp.Guipúzcoa                   | Real Sociedad | España | 1927 |
| Camp.Guipúzcoa                   | Real Sociedad | España | 1929 |
| Camp.Guipúzcoa, Navarra y Aragón | Donostia FC   | España | 1933 |